# Sportfreunde Eisbachtal
Eisbachtaler Sportfreunde 1919 e.V. é uma agremiação esportiva alemã, fundada em 1919, sediada em Nentershausen, na Renânia-Palatinado.

## História
O Sportfreunde Eisbachtal foi criado, em 1966, a partir da fusão das equipes locais SC Großholbach, TuS Girod-Kleinholbach, VfR Nomborn, TuS Heilberscheid e TuS Nentershausen. O mais antigo desses clubes foi fundado em 1919, ano que é reconhecido como o oficial da fundação do clube reunido. 
O Eisbachtal imediatamente começou a sua ascensão chegando à Regionalliga Südwest, em 1972, na época o segundo nível mais alto do futebol alemão. Devido à introdução da 2. Fußball-Bundesliga, em 1974, o clube foi remanejado para a Amateurklasse. 
Em 1978, o Sportfreunde Eisbachtal foi membro fundador da recém-introduzida Oberliga Südwest. O time permaneceu no campeonato até sofrer o rebaixamento em 1986. Os anos seguintes foram passados na Verbandsliga Rheinland (VI), antes que o clube voltasse à Oberliga em 1990. 
O Eisbachtal se estabeleceu como uma das consistentes equipes da década seguinte, perdendo a promoção para a Regionalliga West/Südwest por várias vezes. No início do novo milênio, o sucesso diminuiu gradualmente, o que culminou em um descenso para a  Verbandsliga Rheinland em 2003.
Após quatro anos na Verbandsliga Rheinland, que havia sido rebatizada Rheinlandliga, o Eisbachtal surpreendentemente sofreu novo descenso, desta vez à Bezirksliga, em 2007. O retorno à Rheinlandliga ocorreu rapidamente, em 2007-2008 ao ser campeão da divisão abaixo. Na temporada 2008-2009, o clube conquistou um novo título e uma nova promoção, dessa vez, à Oberliga Südwest (V), mas em 2010-2011, após ficar na décima-nona colocação, o time foi rebaixado novamente à Rheinlandliga.

## Títulos
- Verbandsliga Rheinland Campeão: 1990, 2009;
- Oberliga Südwest Vice-campeão: 1995, 1998;

## Cronologia recente
| Temporada | Divisão                                  | Posição |
| 2001–02   | Oberliga Südwest (IV)                    | 6ª      |
| 2002–03   | Oberliga Südwest                         | 19ª ↓   |
| 2003–04   | Verbandsliga Rheinland (V)               | 8ª      |
| 2004–05   | Verbandsliga Rheinland                   | 11ª     |
| 2005–06   | Verbandsliga Rheinland                   | 8ª      |
| 2006–07   | Verbandsliga Rheinland                   | 15ª ↓   |
| 2007–08   | Bezirksliga Rheinland Division East (VI) | 2ª ↑    |
| 2008–09   | Verbandsliga Rheinland (VI)              | 1ª ↑    |
| 2009–10   | Oberliga Südwest (V)                     | 7ª      |
| 2010–11   | Oberliga Südwest (V)                     | 19ª ↓   |
| 2011–12   | Verbandsliga Rheinland (VI)              | 2ª      |